# Lingua lao
Il lao o laotiano o, più raro, laosiano (nome nativo: ພາສາລາວ phaasaa laao) è la lingua ufficiale del Laos e una delle 89 lingue parlate in questo paese asiatico, nonché una lingua minoritaria di alcune province della Thailandia (come quella di Nakhon Sawan) e della fascia di confine tra Cambogia e Laos. La stessa lingua è, inoltre, adottata dalle comunità di etnia lao emigrate in altri paesi del mondo.
Al 2022, è parlata da 4,5 milioni di parlanti totali.
Il lao è una lingua tonale che appartiene alla famiglia linguistica tai (una sottofamiglia delle lingue tai-kadai). È così simile a quella isan, la madre lingua dell'88% degli abitanti dell'omonima regione geo-linguistica nord-orientale della Thailandia,, da essere considerata, assieme a quest'ultima, un'unica lingua. L'alfabeto laotiano è un abugida, ovvero un sistema di scrittura costituito da segni (grafemi) che indicano delle consonanti seguite da una vocale inerente. Questo alfabeto è molto simile a quello della lingua thailandese pur presentando, in confronto, delle notevoli semplificazioni: per esempio, nel laotiano moderno si usano - a differenza del thailandese - spazi tra le parole e segni di punteggiatura che sono simili a quelli degli idiomi occidentali. Sono inoltre presenti meno consonanti, che i thai usano nel linguaggio reale o liturgico.
La lingua lao si articola in cinque dialetti:
- Lao di Vientiane (Wiang Jan)
- Lao di Luang Prabang
- Lao nord-orientale (parlato nella provincia di Xiangkhoang)
- Lao centrale (parlato nelle province di Khammouan e Savannakhet)
- Lao del sud (parlato nella provincia di Champasak)

Il lao di Vientiane, che è il dialetto utilizzato nella capitale da cui prende il nome, è quello di uso preminente e quello maggiormente compreso in tutto il territorio nazionale. Tutti e cinque i dialetti sono in buona parte mutuamente intelligibili. Quello più diverso è il nord-orientale, legato alla locale lingua phuan. Il popolo phuan ha per secoli mantenuto una certa autonomia dal resto del paese, sia linguistica che politica.